# Peter Michael Hamel
Peter Michael Hamel (ur. 15 lipca 1947 w Monachium, Niemcy) – niemiecki multiinstrumentalista i kompozytor, w młodości jeden z przedstawicieli niemieckiego rocka elektronicznego, a w okresie późniejszym – twórca dzieł kameralnych, orkiestrowych i chorałowych. W latach 1997–2012 był profesorem kompozycji i teorii muzyki w Hochschule für Musik und Theater w Hamburgu.

## Biografia i twórczość

### Lata 60. i 70.
Hamel był synem aktora teatralnego, scenarzysty i reżysera, Kurta Petera Hamela. Uczył się gry na instrumentach pod kierunkiem ciotki, Amalie Jensen-Pletsch, początkowo na fortepianie, a później na skrzypcach, wiolonczeli i waltorni. W latach 1965–1970 Studiował prywatnie kompozycję u Fritza Büchtgera, następnie był uczniem Güntera Bialasa w Hochschule für Musik und Theater München w Monachium. Studiował także muzykologię, socjologię i psychologię w Monachium i Berlinie. Był związany z free jazzem, kabaretem politycznym, muzyką konkretną i elektroniczną. Komponował również muzykę do sztuk teatralnych i programów telewizyjnych tworzonych przez swojego ojca. W latach 1969–1974 pracował z niemieckimi, francuskimi i amerykańskimi kompozytorami, takimi jak: Josef Anton Riedl (projekty multimediale), Carl Orff, Luc Ferrari, John Cage, Morton Feldman i Terry Riley. Uczestniczył w seminariach Karlheinza Stockhausena.
W 1970 roku założył Between, międzynarodowy zespół specjalizujący się w improwizowanej, etnicznej muzyce rockowej. Nazwa zespołu (początkowo in-between) nawiązywała do jego muzyki, będącej kombinacją muzyki popularnej i muzyki poważnej. Do liderów zespołu zaliczał się, oprócz Hamela Robert Eliscu, grający na oboju w zespole Popol Vuh. Between zadebiutował w 1971 roku albumem Einstieg, zawierającym etniczne kompozycje rockowe, utrzymane w klimacie muzyki folk i jazzu, wykonywane między innymi z udziałem na instrumentów akustycznych, takich jak bongosy i flet. Rozwinięciem i skonkretyzowaniem muzycznych poszukiwań zespołu były kolejne albumy: And the waters openened, nagrany w 1973 roku oraz Dharana z 1974 roku, zawierający długie, epickie, akustyczne utwory z akcentami minimalistycznymi i orientalnymi. Na kolejnym albumie, Hesse Between Music z 1975 roku, Hamel wykorzystał indyjskie skale i recytację. Between przetrwał do 1980 roku.
W 1973 Hamel wyruszył w swą pierwszą długą podróż do Azji (podróży tych odbył w sumie 9) z zamiarem studiowania zagadnień muzyki tamtego obszaru. W wydanej w 1976 roku książce Durch Musik zum Selbst poruszył zagadnienia muzyki Dalekiego Wschodu, z którą zapoznał się podczas swych podróży do Azji, zawarł też refleksje na temat muzyki i estetyki swoich czasów. Książka ta w 1995 roku okazała się również po polsku, pod tytułem Przez muzykę do samego siebie: o nowym przeżywaniu muzyki; przekładu z języka niemieckiego dokonał Piotr Maculewicz. 
Lata 1979–1980 Hamel spędził w Rzymie w Deutsche Akademie Rom Villa Massimo, gdzie skomponował kompletne dzieło sceniczne, Ein Menschentraum, które miało premierę w 1981 roku w Kassel (w reżyserii Dietera Dorna).

### Lata 80.
W latach 1982–1990 Hamel dał wiele wykładów oraz koncertów w Europie, Stanach Zjednoczonych i Azji. W tym czasie komponował również utwory kameralne, w tym II kwartet smyczkowy (premiera w 1986 roku), muzykę do kilku spektakli Kammerspiele dla w Monachium i operę liryczną Kasandra, mającą premierę w 1987 roku podczas Frankfurt Festen. W 1988 roku pod batutą Sergiu Celibidache odbyło się premierowe wykonanie jego pierwszej symfonii, Die Lichtung.

### Lata 90. i późniejsze
W 1990 roku Hamel skomponował koncert skrzypcowy dla Christiane Edinger, przewidziany do prawykonania w Monachium podczas koncertów Musica Viva. W latach 1994–1996 wykładał w Musikhochschule w Grazu jako profesor gościnny. W latach 1997–2012 był profesorem kompozycji i teorii muzyki w Hochschule für Musik und Theater w Hamburgu. W 1998 Hamel założył Interkulturellen Musikinstitut (Międzykulturowy Instytut Muzyczny) w Aschau im Chiemgau w Bawarii, głównym miejscu zamieszkania jego rodziny. Interdyscyplinarny Instytut jest forum dla badań podstaw harmonii, zagadnień akustyki w muzyce, etnomuzykologii, improwizacji zespołowej i techniki wokalnej oraz techniki oddychania. W latach 2000–2007 skomponował II Symfonię Die Auflösung na chór i orkiestrę. Jej premiera odbyła się w 2008 roku podczas XI Munich Biennale.

## Nagrody
- 1971 – nagroda za kompozycję szwajcarskiej fundacji Alte Kirche Boswil[2]
- 1974 – nagroda miasta Bonn na Festiwalu Beethovenowskim za promocję młodych artystów[2]
- 1975 – nagroda miasta Stuttgart za promocję młodych kompozytorów[2]
- 1977 – nagroda muzyczna miasta Monachium[2]
- 1981 – nagroda GEMA Foundation za promocję młodych muzyków[2]
- 1984 – nagroda na International Rostrum of Composers w Paryżu[2]
- 1988/89 – nagroda Schwabinger Kunstpreis miasta Monachium[2]
- 1994 – nagroda Carl-Orff-Wettbewerb w Monachium[2]
- 2008 – nagroda Gerda-und-Günter-Bialas-Preis[2]

## Dyskografia
- 1972 – Hamel[5]
- 1973 – The Voice Of Silence[5]
- 1977 – Nada[5]
- 1980 – Colours Of Time[5]
- 1981 – Bardo[5]
- 1983 – Transition[5]
- 1986 – Organum[5]
- 1989 – Hesse Between Music (Peter Michael Hamel & Between)[5]
- 1992 – The Arrow Of Time/The Cycle Of Time[5]
- 1993 – Violinkonzert/Diaphainon/Gralbilder[5]
- 1995 – Piano Performance[5]
- 1997 – Mechanic, Historische Jahrmarktorgeln - Neue Kompositionen (Detlev Glanert, Peter Michael Hamel, Steffen Schleiermacher, Gerhard Stäbler, Jörg Widmann)[5]
- 2001 – De Visione Dei (nach Nikolaus Cusanus)[5]
- 2007 – Vom Klang Des Lebens/Of The Sound Of Life (Peter Michael Hamel, Roger Woodward)[5]
- 2007 –  String Quartet 3/String Quartet 4/String Trio (Peter Michael Hamel, Alexander String Quartet)[5]
- 2014 – Coincidence (Peter Michael Hamel – Thomas Gundermann)[5]